# Codex Athous Dionysiou

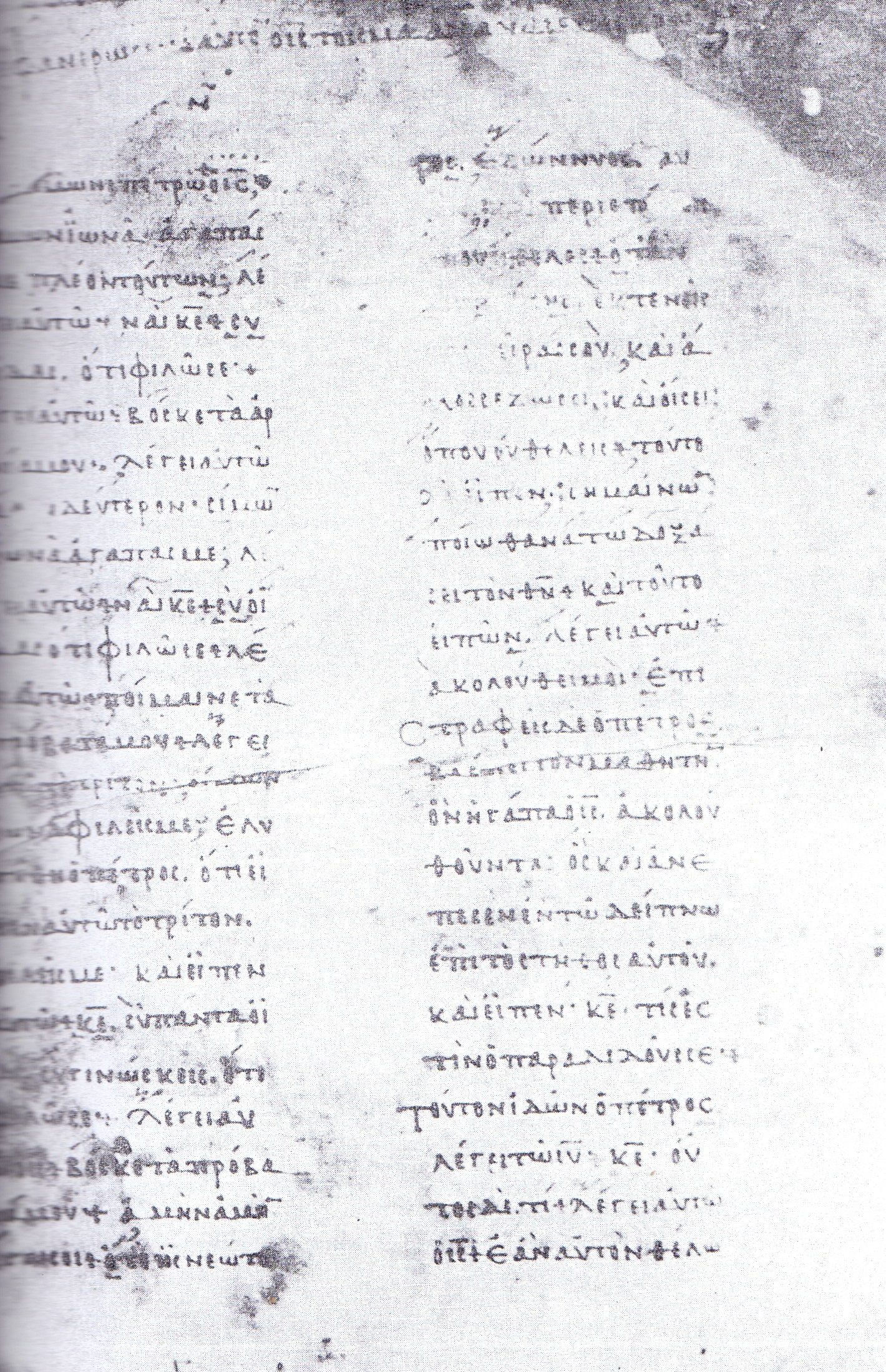
Cod. 045

El Codex Athous Dionysiou (Monte Athos, Monasterio de Dionisiou ((10) 55); Gregory-Aland no. Ω o 045; ε 61 (von Soden)) es un manuscrito uncial del siglo IX. El códice contiene los cuatro Evangelios, con laguna en Lucas 1,15-28.

## Descripción
El códice consiste de un total de 259 folios de 22 x 16 cm. El texto está escrito en dos columnas por página, con entre 19-22 líneas por columna.
El texto griego de este códice es una representación del tipo textual bizantino. Kurt Aland lo ubicó en la Categoría V.